# Албре
Албре (на френски: Albret) е френска аристократична фамилия (1055 – 1572) от областта Гаскония, носеща титлите крале на Навара, графове на Фоа, Бигор, Перигор (впоследствие херцогство) и Арманяк, виконти на Лимож, Беарн и Марсан, сеньори (по-късно херцози) на Албре (д'Албре). През XV век фамилията става една от водещите в южната част на Франция, а от 1484 до 1572 г. – крале на Наварското кралство.

## Историческа справка
Основател на аристократичния род е Аманийо І, сеньор на Албре (споменат през 1050). Родът придобива влияние чрез брака на един от потомците на Аманийо V († пр. 1255), с Асалида виконтеса на Тарта. През XIV век господарят на Албре Арно-Аманийо VIII († сл. 1415), виконт на Тарта, се сродява с френския кралски двор чрез женитба с Маргарита, дъщеря на херцог Пиер I дьо Бурбон и сестра на Жана дьо Бурбон, съпруга на френския крал Шарл V дьо Валоа. Неговият внук Шарл ІІ д'Албре има четири деца: 1). Мария, омъжена за Шарл, граф на Невер (Бургундска династия); 2). Жана, съпруга на английския крал Хенри IV Ланкастър; 3). Арно-Аманийо (†1463), основоположник на клона Орлеан, графове на Ретел, чиято последна представителка Мария през 1504 г. наследява родовите владения на своя съпруг Шарл дьо Клев, херцог на Невер; 4). Ален Велики (1440 – 1522), женен за наследницата на графство Перигор, Франсоаз дьо Шатийон-Блоа-Пентиевр. По този начин Арно Велики укрепва могъществото на фамилията. Раждат му се няколко деца. От тях по интересни са синовете му Жан ІІІ и Габриел, сеньор на Авен и Леспар, както и дъщеря му Шарлот, която сключва брак с Чезаре Борджия, син на папа Александър VI. Жан ІІІ става крал на Навара (1484 – 1516) чрез брака си с Катерина, сестра на наварския крал Франсоа Феб дьо Фоа (1479 – 1483). По негово време Испания отнема южните предели на кралството му. Раждат му се един син Анри II и две дъщери, Катерина и Магдалена, станали монахини.
Жан ІІІ е наследен на престола на Навара от сина си Анри II (1516 – 1555), който от 1527 г. е съпруг на известната писателка от времето на Ренесанса Маргарита д'Ангулем, сестра на френския крал Франсоа дьо Валоа. Анри II е баща само на една дъщеря, наварската кралица Жана III д'Албре (1555 – 1572), която през целия си живот се бори за запазването на суверенитета на своята страна и съдейства за разпространението на калвинизма. През 1548 г. тя се омъжва за вожда на хугенотите Антоан дьо Бурбон, херцог на Вандом, и се включва активно в борбата между католици и протестанти във Франция. Урежда брака на сина си Анри с Маргарита, сестра на френския крал Шарл дьо Валоа. Умира в Париж по време на приготовленията за сватбата. Нейните владения са присъединени към Франция от сина ѝ Анри IV, крал на Франция (1589 – 1610).